# Секс ради выживания
Секс ради выживания — оказание сексуальных услуг нуждающимся человеком взамен на жизненно необходимые ресурсы или предметы первой необходимости (пищу, убежище и т. п.).
Как правило, секс ради выживания рассматривается в контексте проблемы бездомности. При этом, он имеет многоплановые отличия от проституции, когда секс обычно имеет характер однократной оплачиваемой транзакции, на которую соглашаются и клиент, и поставщик услуг. В отличие от этого сексуальные услуги ради выживания носят менее формальный характер, они могут быть оказаны за нематериальные сущности, например — за физическую безопасность, социальный статус или чувство общности. Секс ради выживания может иметь место как часть обычных отношений, что частично размывает его меркантильную сущность.